# Dacia Logan
La Dacia Logan è una famiglia di autovetture prodotte e commercializzate dal costruttore francese Renault e dalla sua filiale rumena Dacia a partire dalla metà del 2004, come successore della Dacia 1310 e della Dacia Solenza. È stata presentata il 2 giugno 2004 a Parigi ed è disponibile dal 1º settembre 2004.
È stata inoltre commercializzata con diversi nomi, come Renault Logan, Nissan Aprio, Mahindra Verito, Renault L90, Lada Largus (MCV), Nissan NP200 (pick-up) o Renault Symbol, a seconda della presenza o del posizionamento del marchio Renault nei vari Paesi.
Dal lancio al termine del 2018, si stima che la Dacia Logan abbia superato i 4 milioni di unità vendute a livello mondiale. Il modello è ora giunto alla terza generazione, lanciata nel 2020, basata sulla nuova piattaforma CMF-B.

## Progetto (X90) (1999)
Inizialmente, i piani prevedevano che il futuro progetto X90 si basasse sulla Solenza; alla fine è stato realizzato anche un prototipo basato su di essa, presentato al pubblico nel 2004.

## Il contesto
La sua uscita ha suscitato scalpore, in quanto è forse la prima vera auto low cost europea. A differenza di altre concorrenti dal prezzo bassissimo, la Logan è l'unica a essere un nuovo progetto, e non un'auto destinata a paesi in via di sviluppo ridisegnata, come la Volkswagen Fox, nonché l'unica disponibile pure in versione con carrozzeria station wagon (denominata Logan MCV).

## Prima serie (L90/U90/F90) (2004)
La prima generazione della Logan è stata progettata presso il Centro Tecnologico Renault vicino a Parigi, come risultato di quattro anni di sviluppo del progetto X90, annunciato da Renault nel 1999, dopo l'acquisizione della compagnia Dacia nello stesso anno.
Inizialmente concepita per costare 5000€, ha mantenuto tale prezzo solo nella madre patria Romania, mentre nell'Europa occidentale aveva un prezzo di partenza sul modello base di poco superiore ai 7500€, senza rinunciare ad ABS e doppio airbag. Al momento del suo lancio è stata oggetto di forti critiche da parte di una nota rivista tedesca (Der Spiegel), che per dimostrare che, secondo loro, con 7500 € era meglio acquistare una Volkswagen Golf di seconda mano, riprese un test dell'alce truccato, facendo volutamente ribaltare la macchina rumena. Tuttavia in seguito all'intervento di una nota rivista italiana i tedeschi ritrattarono, mostrando che il test era avvenuto installando una ruota di scorta di dimensione diversa dalle altre, e un altro pneumatico volutamente sgonfio. In seguito a tale spiacevole evento la casa madre Renault decise di equipaggiare tutte le Logan destinate al mercato occidentale con pneumatici prodotti in occidente e non in Romania, a scanso di ulteriori equivoci.

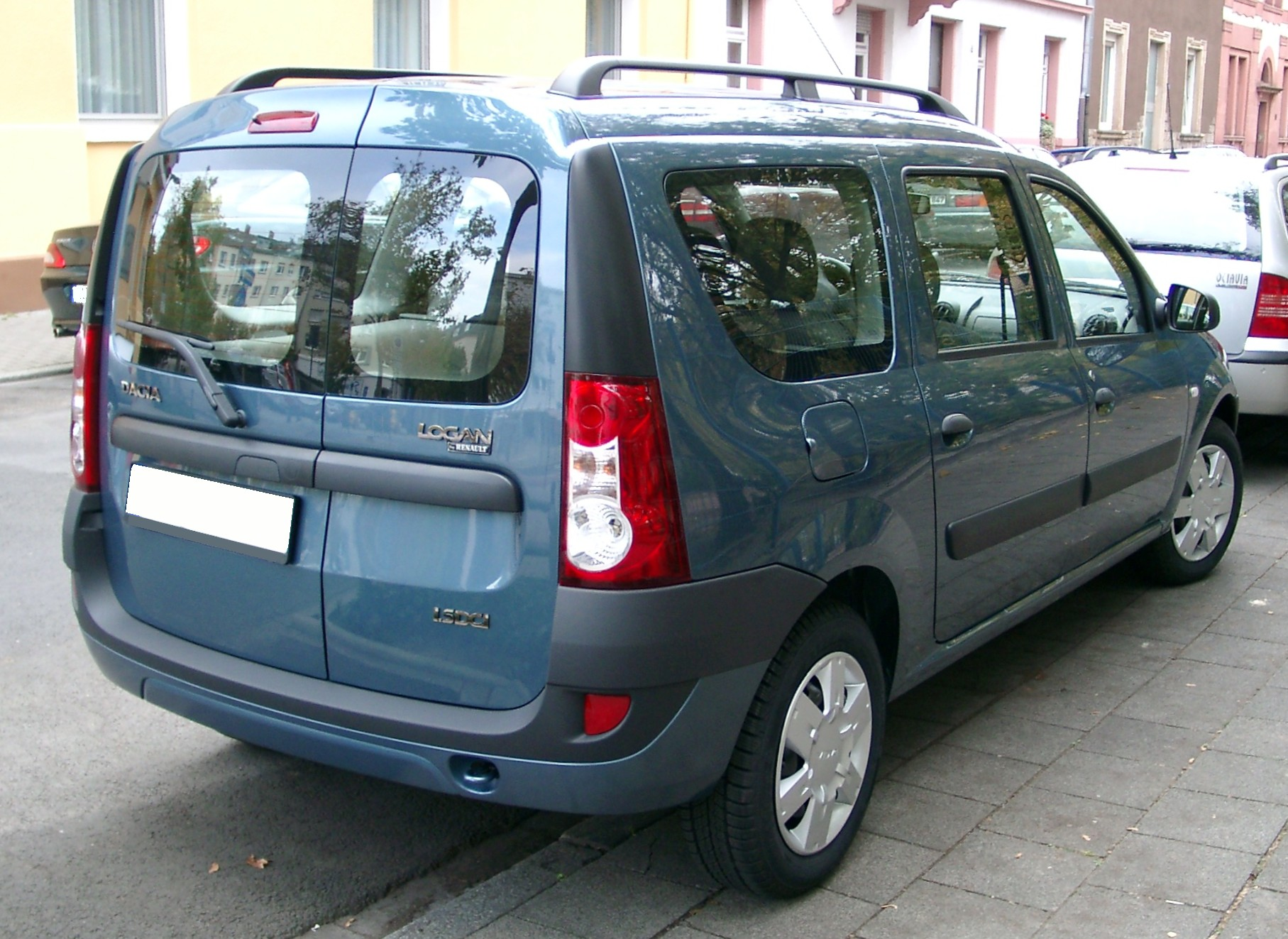
Una Dacia Logan MCV

Le polemiche però continuano, in seguito alla notizia di un richiamo di alcuni esemplari di Logan prodotti nel 2007 per presunta possibilità di ruggine, causata dalla modalità di assemblaggio utilizzata negli stabilimenti rumeni e russi, dove un'imperfetta unione delle varie parti dei lamierati avrebbe favorito infiltrazioni d'acqua, che avrebbe poi causato la ruggine.
Sotto il punto di vista della sicurezza automobilistica è stata sottoposta ai crash test dell'Euro NCAP nel 2005 ottenendo il risultato di 3 stelle.
Il segreto della Logan sta non solo nell'utilizzo di fabbriche situate in paesi dove costa poco la manodopera (che comunque è una strategia utilizzata da molti marchi non "low cost"), ma anche in una progettazione computerizzata che ha permesso di realizzare molti meno prototipi, con un considerevole risparmio. La vettura ha poi ereditato una svariata parte di componenti già progettati (e collaudati) per le cugine Renault Clio e Mégane, tra cui l'intera meccanica.
Oltre che nella storica fabbrica del marchio rumeno a Pitești, la Logan viene costruita anche in Brasile, Marocco, Russia e Colombia.
In America Latina è venduta col marchio Renault come modello d'ingresso.
Dalla Logan è stata derivata in gran parte la Dacia Sandero, che consiste sostanzialmente in una versione a 2 volumi della Logan.
Nel 2008 sulla Logan è stato effettuato un restyling, che interessa principalmente il frontale, con nuova mascherina e nuovi gruppi ottici (tutti stilisticamente ripresi dalla Sandero), e in misura minore gli interni (nuovi optional).
Nel marzo 2009 sono state anche introdotte due versioni commerciali della Logan: una versione pick-up e una versione furgonetta, denominata Logan Furgovan, che consiste in una Logan MCV senza sedili posteriori e con finestrini posteriori lastrati e serratura per ogni porta. Contemporaneamente la versione berlina quattro porte viene tolta dal mercato italiano.
Le motorizzazioni, di origine Renault, sono fin dall'inizio due, una a benzina e una diesel: un 1.6 MPI da 90 CV e un 1.5 dCi da 68 CV. L'ABS e il servosterzo sono di serie, mentre tra le opzioni ci sono l'airbag passeggero, il climatizzatore manuale, la radio con lettore CD e la vernice metallizzata. La garanzia è di 3 anni o 100.000 km.  

### Motorizzazioni
| Modello        | Disponibilità | Motore  | Cilindrata | Potenza       | Coppia max (Nm) | Emissioni CO2 (g/km) | 0–100 km/h (secondi) | Velocità max (km/h) | Consumo medio (km/l) |
| -------------- | ------------- | ------- | ---------- | ------------- | --------------- | -------------------- | -------------------- | ------------------- | -------------------- |
| 1.6            | dal debutto   | Benzina | 1598       | 62 kW (85 CV) | 128             | 169                  | 14,3                 | 163                 | 13,7                 |
| 1.5 dCi DPF 75 | dal debutto   | Diesel  | 1461       | 55 kW (75 CV) | 160             | 127                  | 15,3                 | 157                 | 20,8                 |
| 1.5 dCi DPF 90 | dal debutto   | Diesel  | 1461       | 66 kW (90 CV) | 200             | 127                  | 13,7                 | 165                 | 20,8                 |

## Seconda serie (2012)

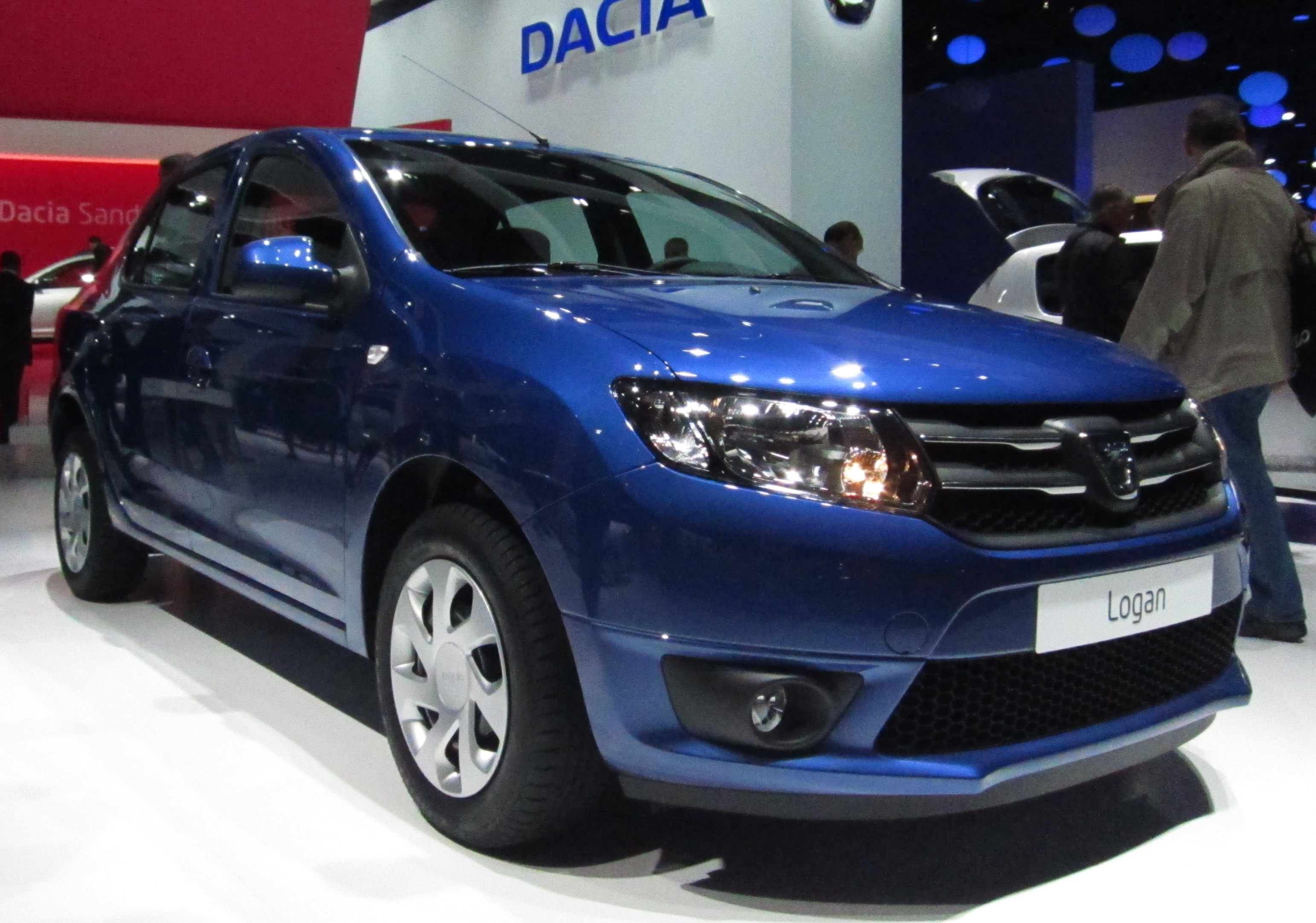
Logan seconda serie (2012)

In occasione del salone dell'automobile di Parigi del 2012 ne è stata presentata la nuova serie inizialmente disponibile solo in versione berlina; l'anno successivo è stata presentata la versione familiare ed entrambe condividono parte dei componenti con la contemporanea Dacia Sandero. La nuova versione "MCV" perde in parte le caratteristiche della versione precedente: la carrozzeria è più bassa che in passato, perdendo la somiglianza con le monovolume e non è più disponibile la versione a 7 posti.
Dal catalogo della nuova versione spariscono anche le versioni furgonate e pick-up sostituite da altri modelli della casa.

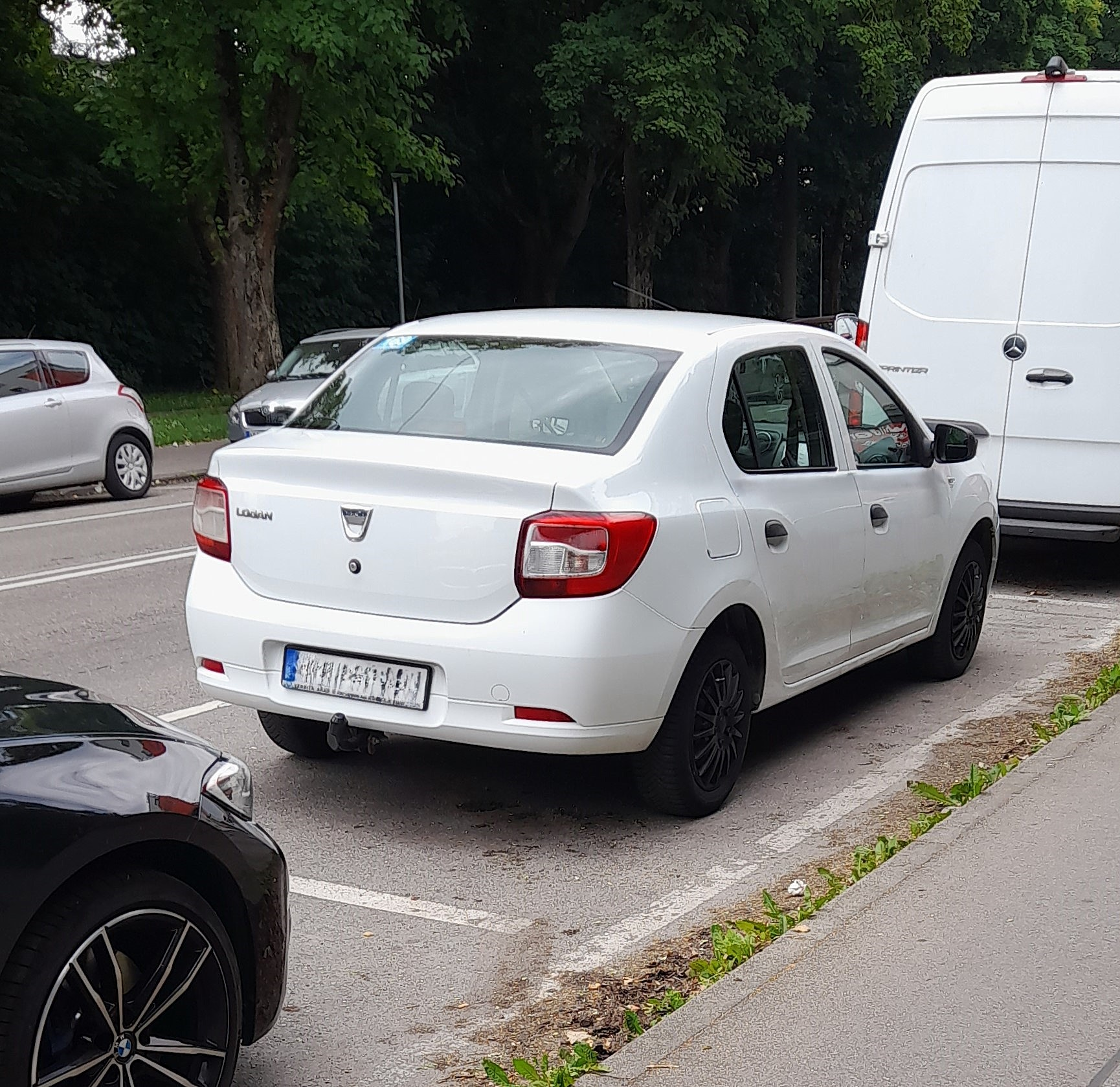
Logan seconda serie (2012)

È disponibile con tre livelli di allestimento e con propulsori di varie cilindrate e tipi di alimentazione. Viene prodotta sia in Romania che in Marocco.
Nel 2014 la versione familiare è stata nuovamente sottoposta ai crash test Euro NCAP, ottenendo anche in questo caso il risultato di 3 stelle.
Nel 2015 la casa costruttrice ha dichiarato di aver raggiunto la produzione totale di 1.500.000 esemplari.

## Terza serie (2020)

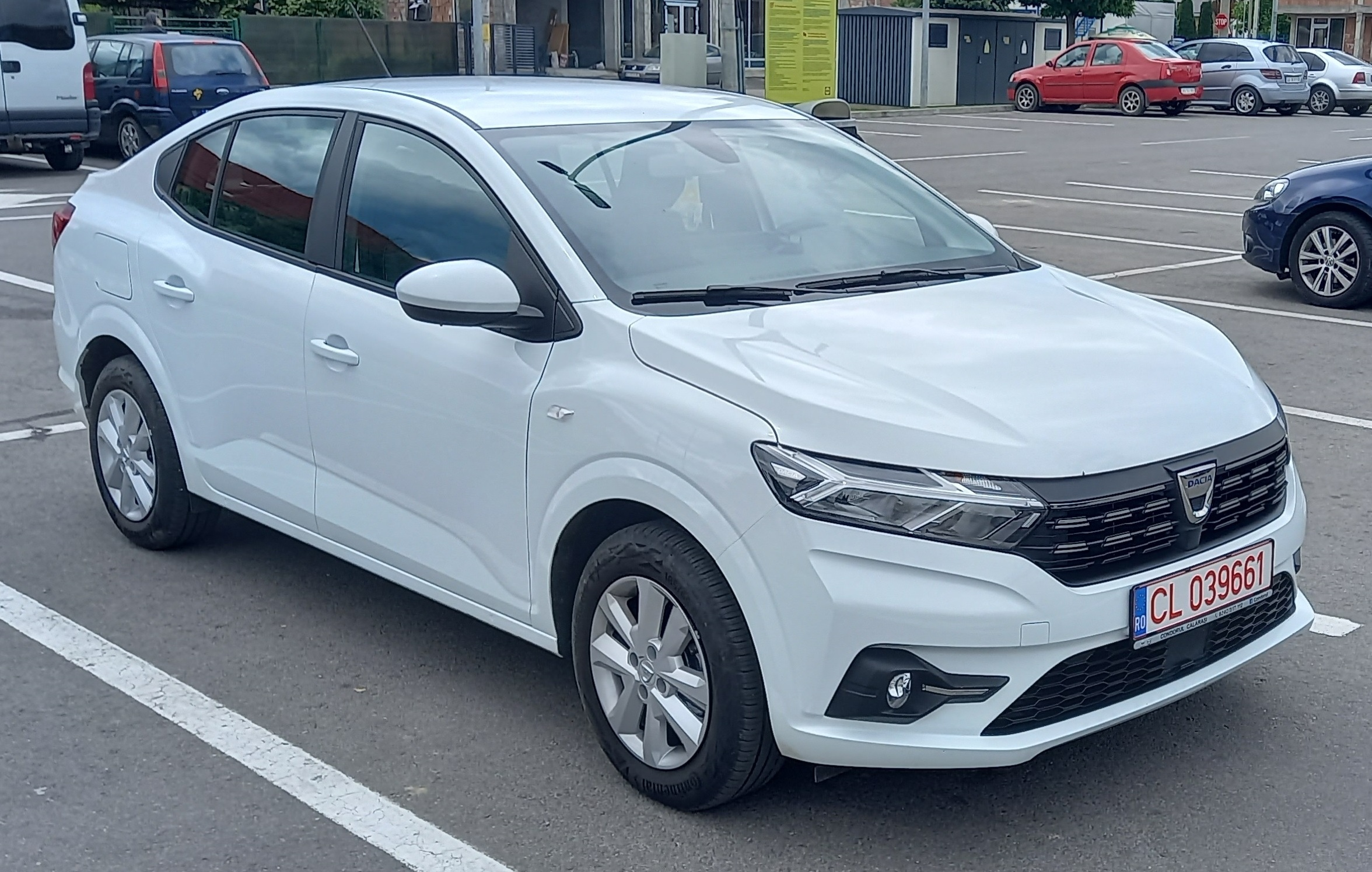
Logan terza serie (2021)

La terza generazione di Logan è stata lanciata insieme alla nuova Dacia Sandero III il 29 settembre 2020. È più lunga di 36 mm, con un passo più lungo e uno sbalzo posteriore ridotto. Ha una forma più bassa, con un parabrezza più inclinato e un tetto ribassato di 10 mm.
È costruita sulla piattaforma modulare CMF-B LS utilizzata dalla nuova Sandero, che si dice abbini maggiore resistenza e rigidità a un peso inferiore, superando al contempo i crash test più severi. Il nuovo motore riduce le emissioni e, dal 2021, è conforme ai requisiti di controllo dell'inquinamento.
Nel 2023, il modello ha ricevuto una griglia di nuova concezione che incorpora il nuovo logo "Dacia Link", i vecchi loghi sul volante e sul bagagliaio sono stati sostituiti dal logotipo Dacia e i dettagli cromati nei fari e negli interni sono stati sostituiti con altri bianchi o verniciati in grigio.